# Sukot
Sukot (hebrejsky סוכות‎, dosl. stany) je židovský svátek, nazývaný také Svátek stánků, Svátek stanů nebo Svátek sklizně – חג האסיף‎; židovská tradice o něm referuje rovněž jako o čase naší radosti – זמן שמחתינו‎ - který patří mezi poutní svátky. Začíná se slavit 15. tišri, což většinou připadá na říjen, a slaví se sedm dní. První den (v diaspoře první dva dny) je považován za svátek a platí o něm podobná nařízení jako o šabatu, sedmý den se nazývá הושענא רבה‎ – Hošana raba – a má svá zvláštní pravidla.
Dny mezi prvním, respektive druhým, a sedmým dnem se nazývají חול המועד‎ – Chol ha-mo'ed (dosl. všední den svátku, polosvátek). O těchto dnech jsou dovoleny určité práce, avšak říkají se zvláštní modlitby, které připomínají zvláštní sváteční atmosféru dnů.
Bezprostředně po sedmém dni svátku, tedy 22. tišri, následuje samostatný svátek nazývaný שמיני עצרת‎ – Šmini aceret (osmý (den) shromáždění). V Izraeli na tento den připadá Simchat Tóra (v diaspoře připadá až na 23. tišri).

## Původ svátku

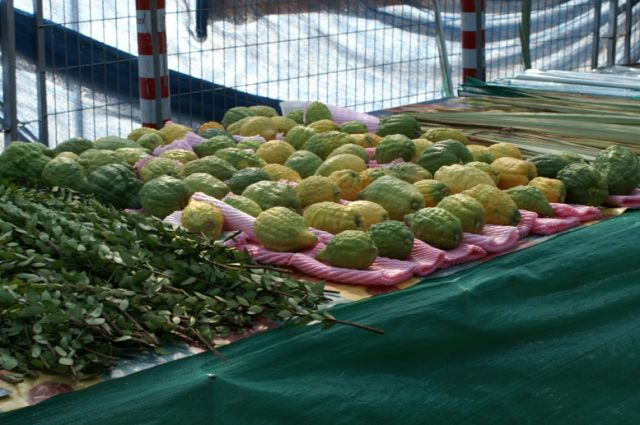
Snítky myrty, etrogy a palmové ratolesti

Sukot obecně připomíná putování Izraele na poušti po vyvedení z Egypta a přebývání ve stanech (Lv 23, 43). Kromě toho nacházíme biblické kořeny tohoto svátku, v Ex 23, 16, 34, 22 jako svátek shromáždění (aceret) nebo též jako závěrečný svátek související se zemědělským rokem (Lv 23, 34–46, 39–43). Sukot byl již od starověku jeden z nejdůležitějších židovských svátků, je nazýván „slavností Hospodinovou“ (Lv 23, 39). Jeho trvání v rozmezí sedmi dní bylo původně protějškem sedm dní (tedy jeden týden) trvajícímu svátku Pesach, který vegetativní rok zahajoval. Datování na 15. až 21. tišri nacházíme již v Lv 23, 34–36, tamtéž nalézáme i prodloužení o jeden den, na 22. tišri. V chrámových dobách byl slaven velkým shromážděním na chrámovém nádvoří, v současnosti se velké shromáždění, spojené vždy s kněžským požehnáním, setkává u Západní zdi.

## Zvyky na Sukot

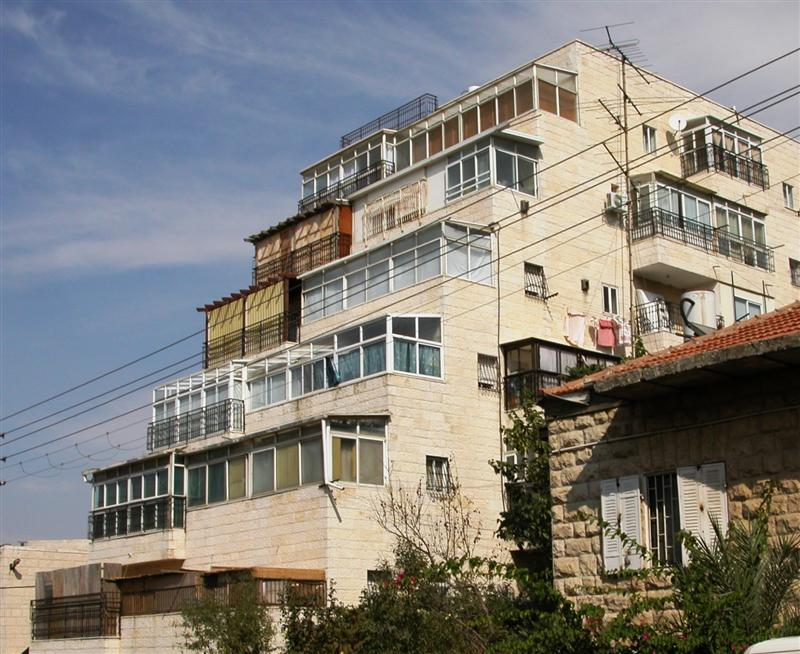
Suky postavené na balkonech

### Suka
Nejtypičtějším znakem svátku Sukot jsou bezesporu suky (sg. suka), doslova „stany“ nebo příbytky, přístřešky. Suka je přístřešek, ve kterém jsou židé povinni přebývat po celou dobu svátku. Suka musí splňovat některé základní parametry (musí mít alespoň tři stěny, skrze její střechu by měly být vidět hvězdy nebo nebe, musí být postavena na soukromém pozemku, má-li být soukromá, pokud je postavena na veřejném pozemku (např. na chodníku), je taková suka veřejným prostorem atd.). Z hlediska halachy je každý žid povinen usednout minimálně jednou na Sukot v suce a splnit tak micvu „přebývání v suce“ (ישיבה בסוכה‎). Věřící židé v suce skutečně přebývají (tzn. jedí a spí) po celou dobu trvání svátku. Suka by měla být vyzdobená, oblíbená je tematika sedmi druhů plodin, jimiž oplývá země izraelská, nebo tematika ušpizin.

#### Ušpizin
Ušpizin – אושפיזין‎ – je aramejský výraz, který vznikl zkomoleninou z latinského hospes, a označuje sedm hostů, kteří přicházejí do suky: Abraháma, Izáka, Jákoba, Mojžíše, Árona, Josefa a Davida. Každý z nich přichází v určitý den svátku během hostiny. Bývá zvykem hosty přivítat zvláštním požehnáním a modlitbou.

### Čtyři druhy

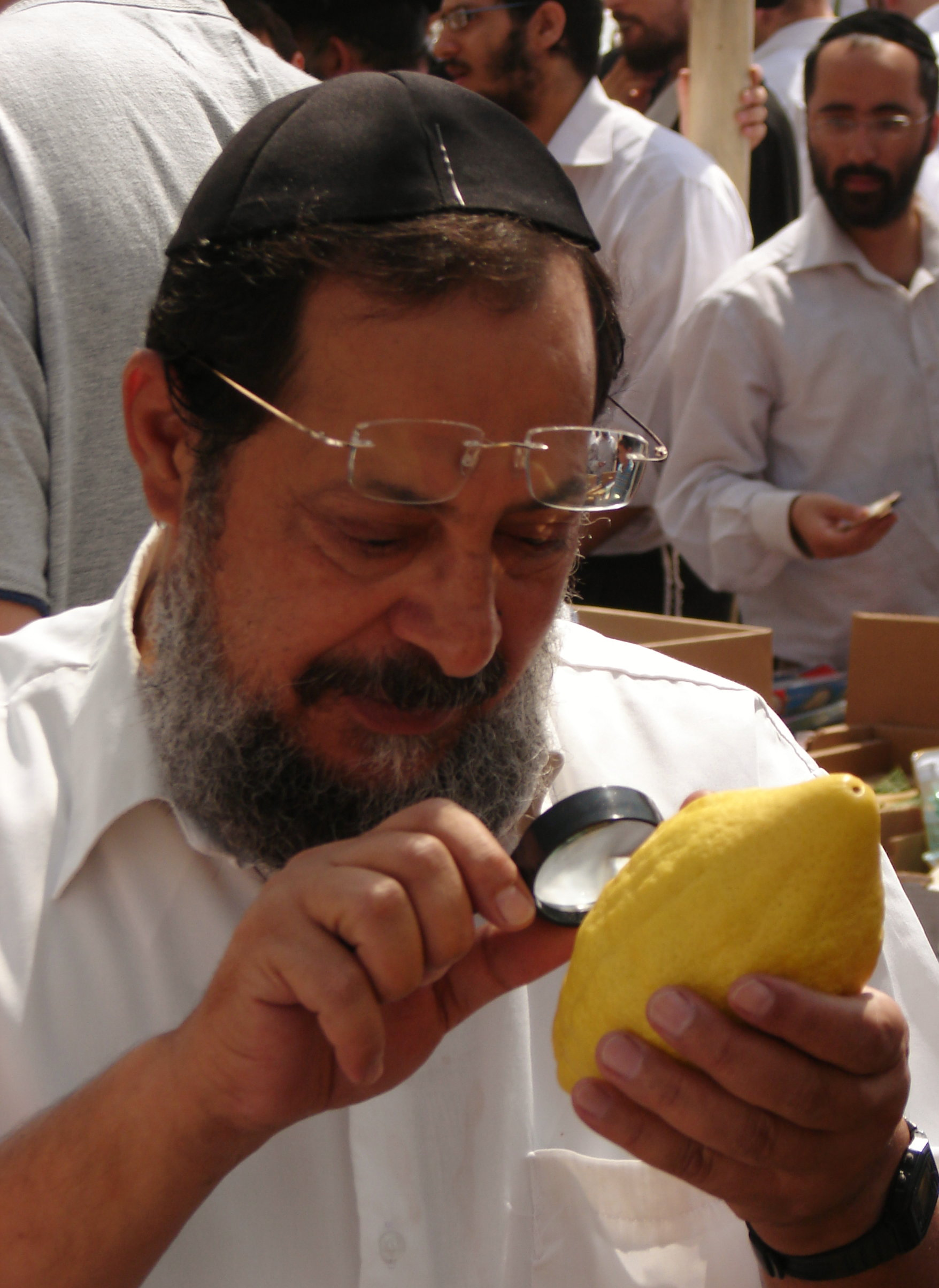
Žid zkoumající kvalitu etrogu

Rovněž čtyři druhy, které se používají na Sukot, musí splňovat určité halachické požadavky:
- Lulav by měl mít listy nenaprasklé a neroztřepené. Rovněž musí pocházet pouze z určitých druhů palem. Lulav je tvořen pouze jednou palmovou ratolestí.
- Hadas by měla být tvořena třemi snítkami myrty, jejíž lístky by měly být vždy na jednotlivých patrech po trojicích. Pokud by jeden upadl, myrta je neplatná.
- Etrog jakožto plod „krásného stromu“ by měl sám být „krásný“, tzn. bez vady, skvrn apod. Ohledně barvy existují různé názory, obyčejně od žluté až po oranžovou. Existují i velmi tmavé etrogy, ale tyto nejsou považovány za přípustné. Podobné názorové rozpětí existuje i ohledně velikosti etrogu. Podle Mišny by mělo být pravidlem, že minimální velikost etrogu je taková, aby se vešly dva do jedné ruky, maximální pak, aby se vešel jeden do obou rukou. V průběhu rituálu bývá etrog uložen do zvláštní nádoby či pozdra. Tyto schránky, (stejně jako další ukázky hmotné kultury spjaté se Sukot) z Čech a Moravy, vystavuje Židovské muzeum v Praze v expozici Židovské tradice a zvyky v Klausové synagoze.
- Arava nemá žádná zvláštní specifika. Podmínkou je, aby zůstala alespoň po první dva dny čerstvá. Uschlou aravou se tluče po skončení Hošana raba o zem, abychom zavrhli naše špatné stránky.

Čtyři druhy se nazývají společným označením lulav – podle největšího z nich, palmové ratolesti. Lulav nebereme na šabat, a to i kdyby na šabat připadl první den svátku. Lulav je možné si rovněž vypůjčit – kromě prvního dne, kdy je z výkladu biblických příkazů zřejmé, že člověk má mít svůj vlastní. Při pozvedání lulavu se říká požehnání „… jenž nás posvětil Svými přikázáními a nařídil nám uchopit lulav.“ (Suka 46a). Při prvním uchopení lulavu se rovněž říká požehnání Šehechejanu. Lulavem se mává směrem na východ, jih, západ, sever, následně nahoru a dolů.

### Vodní úlitba
Rabínské zdroje zmiňují tento zvláštní obřad, který se měl vykonávat během sedmi dnů Sukot (Mišna, Suka 4,9). Farizeové odvozovali tento obřad z Iz 12, 3 (Kral, ČEP) (Suka 5, 1). Saduceové tento obřad odmítali, neboť podle jejich názoru nemá oporu v Písmu.

## Liturgie na Sukot
Modlitby pro sváteční dny Sukot jsou stejné jako pro ostatní sváteční dny. Ke standardním modlitbám se přidává modlitba Musaf, recituje se Halel, vkládají se zvláštní sváteční požehnání do Amidy a Birkat ha-mazon. Na Sukot se rovněž předčítá biblická kniha Kazatel (hebr. Kohelet).

### Hošanot
Během všech dnů Sukot se v synagoze vykonává zvláštní obřad, recitace hošanot, nazvaných podle ústřední formulace Ana Adonaj, hoši'a na (Prosím Hospodine, zachraň). Hošanot se skládají ze symbolických veršů, které jsou odříkávány během obcházení synagogy chazanem, poté zbytkem obce. Poslední den Sukot, kdy jsou hošanot dlouhé, se nazývá „Velká Hošana“ – Hošana raba. Tento den byl v potalmudických dobách brán jako dovršení usmíření započatého na Jom kipur.

### Slavnost světel (Simchat bejt ha-šoeva)
Na nádvoří jeruzalémského Chrámu se během svátku stánků také zapalovaly obrovské pochodně, které měly připomínat ohňový sloup, pomocí něhož Hospodin Izraelity vedl temnotou pouště.

#### Význam pro křesťanství
Známý Ježíšův výrok „Já jsem světlo světa,“ dle Evangelia podle Jana byl údajně pronesen o tomto svátku.

## Šmini aceret
Samostatný svátek následující bezprostředně po svátku Sukot. V Izraeli se v tento den slaví i Simchat Tóra, v diaspoře jsou oba svátky slaveny zvlášť. V diaspoře se o tomto svátku někdy dodržují ještě zvyky platné pro Sukot (pobývání v suce).

## Simchat Tóra
Veselý svátek, během kterého je oslavováno skončení ročního cyklu čtení Tóry a započetí nového. V synagoze se provádějí hakafot (obcházení), Tóra je vynesena ze synagogy a je nesena ulicemi měst a vesnic.